# شهادة نوع تكميلية
شهادة النوع التكميلي (supplemental type certificate) يُشار إليها عادة اختصاراً باسم (STC) هي تعديل أو إصلاح رئيسي معتمد من هيئة الطيران المدني لطائرة أو محرك أو مروحة من النوع الحالي المعتمد. نظرًا لأنها تضيف إلى شهادة النوع الحالية، فإنها تعتبر «تكميلية». يخضع إصدار هذه الشهادات في الولايات المتحدة لسلطة إدارة الطيران الفيدرالية (FAA).

## مزايا
تقوم بعض سلطات الطيران المدني أيضًا بإصدار محدود أو (LSTCs) التي تنطبق فقط على طائرة واحدة أو عدد صغير من الأرقام التسلسلية المحددة.

## اللائحة
توجد لوائح الولايات المتحدة الخاصة بشهادة النوع التكميلي في (14 CFR 21.111).
أنشئت لوائح الاتحاد الأوروبي الخاصة بشهادة النوع التكميلي لائحة المفوضية (الاتحاد الأوروبي) رقم (748/2012) بتاريخ 3 أغسطس 2012 بصيغتها المعدلة، الجزء 21، الجزء الفرعي E وما يليه.
في عام 2010 في مؤتمر سلامة الطيران الدولي بين الولايات المتحدة وأوروبا، ناقشت يوروكوبتر المخاوف بشأن المخاطر المحتملة مع شهادة النوع التكميلي وأوجه عدم التوافق فيها. رداً على ذلك، سلطت جمعية التعديل والاستبدال (MARPA) الضوء على النجاح الذي حققته صناعة الموافقة على مصنعي الأجزاء (PMA) في تنفيذ برامج السلامة التشغيلية المستمرة (COS) للتنبؤ بالمخاطر ومعالجتها بشكل استباقي.

## روابط خارجية
- مثال ممسوح ضوئيًا لشهادة النوع التكميلي